# Steve Rucker
Pour les articles homonymes, voir Rucker.
Steve Rucker, né le 27 juin 1949[réf. nécessaire] est un compositeur américain de musiques de films.

## Filmographie
- 1985 : Créature (Creature)
- 1985 : The Wuzzles (série télévisée)
- 1985 : Prière pour un tueur (Pray for Death)
- 1986 : Armed Response
- 1987 : The Verne Miller Story
- 1987 : Catch the Heat
- 1988 : And God Created Woman
- 1988 : À l'épreuve des balles (Bulletproof)
- 1988 : Little Nemo: Adventures in Slumberland
- 1989 : 976-EVIL (en)
- 1990 : Soldat cyborg (Syngenor)
- 1991 : A Wish for Wings That Work (TV)
- 1991 : Pirates of Darkwater (série télévisée)
- 1992 : Monster in My Pocket: The Big Scream (vidéo)
- 1995 : Dexter's Laboratory
- 1995 : The Tales of Tillie's Dragon
- 1996 : The Real Adventures of Jonny Quest (série télévisée)
- 1998 : Stories from My Childhood (série télévisée)
- 1999 : Detention (série télévisée)
- 2001 : Hopalong Cassidy: Public Hero #1 (TV)
- 2002 : Rudy à la craie (ChalkZone) (série télévisée)
- 2002 : The Art of Action: Martial Arts in Motion Picture (TV)
- 2002 : Nom de code : Kids Next Door (Codename: Kids Next Door) (série télévisée)